# 南长山岛
南长山岛，古称大谢岛、沙门岛，是中华人民共和国山东半岛以北的渤海海峡中的一座岛屿。该岛是山东省最大的海岛:78，也是庙岛群岛（长山列岛）中面积最大、常住人口最多、位置最南的一座岛屿，南隔登州水道与蓬莱角相望，距大陆最近距离为6.7千米:49。南长山岛属长岛海洋生态文明综合试验区南长山街道管辖，是试验区管委会驻地，亦是长岛的政治、经济、文化中心:50。

## 名称
唐代称大谢岛，在此设大谢戍。宋代称沙门岛。后因山脉南北走向且与北长山连为一体，犹如海上一条长长的山脉而与北长山并称为长山岛。清末、民国时期因岛在南而得名南长山岛。:118:51

## 行政区划
南长山岛由山东省烟台市长岛海洋生态文明综合试验区南长山街道管辖。长岛综合试验区管理委员会、中共长岛试验区工委驻地在南长山岛。南长山岛也是南长山街道唯一管辖的岛屿。岛上共有南城村、乐园村、连城村、王沟村、黑石嘴村、荻沟村、赵王村、山前村、孙家村、后沟村和鹊嘴村十个行政村。

## 历史及沿革
长岛很早就有人类活动，王沟村附近曾出土约3.5万年前的智人头骨。岛上也存在龙山文化、岳石文化、商周時期的文化遗存，出土了各种陶器、兽骨等:61。岛上有西周至汉代的古墓，出土过青铜、玉、陶等多种材料的礼器、兵器、日用器等。:62
唐朝神龙三年（公元707年），蓬莱建县，包括南长山岛在内的庙岛群岛隶属于蓬莱。贞观二十年时，庙岛群岛成为海路讨伐高句丽的重要中转站，遂在南长山岛上设置了大谢戍，数年后便废置。宋代属于蓬莱县沙门寨，建隆三年开始作为流放地。元、明属沙门岛社。:51
1927年，长岛被奉系海军占领，并作为奉系海军第二舰队的基地。1939年为日伪军占领。1949年8月11日，中國人民解放軍发动长山岛战役，華東野戰軍殲滅防禦南长山島的國軍海軍陸戰隊第二團，這是解放軍的首次渡海登陸作戰。

## 地理
南长山岛位于庙岛群岛最南部，东临黄海，西面渤海，北部和北长山岛通过玉石街大坝陆路相连:50，南隔登州水道（庙岛海峡）和蓬莱区的蓬莱角相望。:16
南长山岛是庙岛群岛及山东省最大的海岛:36。南长山岛南北长，东西短，略呈长条形:118。东西长7.35千米，东西宽3.85千米，面积13.2128平方千米，海岸线长24.45千米。
岛屿地貌类型为低丘陵为主:78，整体地势东高西低，丘陵集中在东部，平原主要分布在西南侧，为海积平原，山脉间分布有黄土台地。山脉多成南北方向条状分布，岛上有饽饽山、高山、北山、黄山、信号山、烽山、半劈山、叶台山等山峰:41。陆地最高点为黄山，位于孙家村西，海拔156.1米。:37南长山岛也是庙岛群岛中地势最平缓的海岛。:19
南长山岛沿岸有许多小岛礁，自北部逆时针分别为北龙须、南龙须、坑石板、莲花池、猪嘴石、老头礁、双石礁、石板礁、马石礁、长石礁、高山走石、四黑石礁、北石礁、大石根、沙船碇、外二道礁、北头礁。:51

## 气候
属于东亚季风气候区，兼具海洋性和大陆性特点。冬、春两季风大，夏季雨多，气候相较大陆凉爽。秋季干燥。春、秋两季气温变化慢于大陆。:79
年平均气温12°C，1月平均气温最低，为-1.6°C，8月平均气温最高，为24.5°C。年均降水量549.5毫米，降水集中于6-9月份。年日照时数2771小时。:80

## 植被和生物
南长山岛的植被类型包括常绿针叶林、落叶阔叶林、灌木丛、草丛等。林木覆盖率为44.8%，主要集中在东部丘陵地带。:103
南长山岛附近水域有浮游植物105种，浮游动物33种，底栖生物110种:80。鸟类种类丰富，途径候鸟有200多种:81。南长山岛潮间带分布有33种大型底栖生物。:109

## 人口及教育

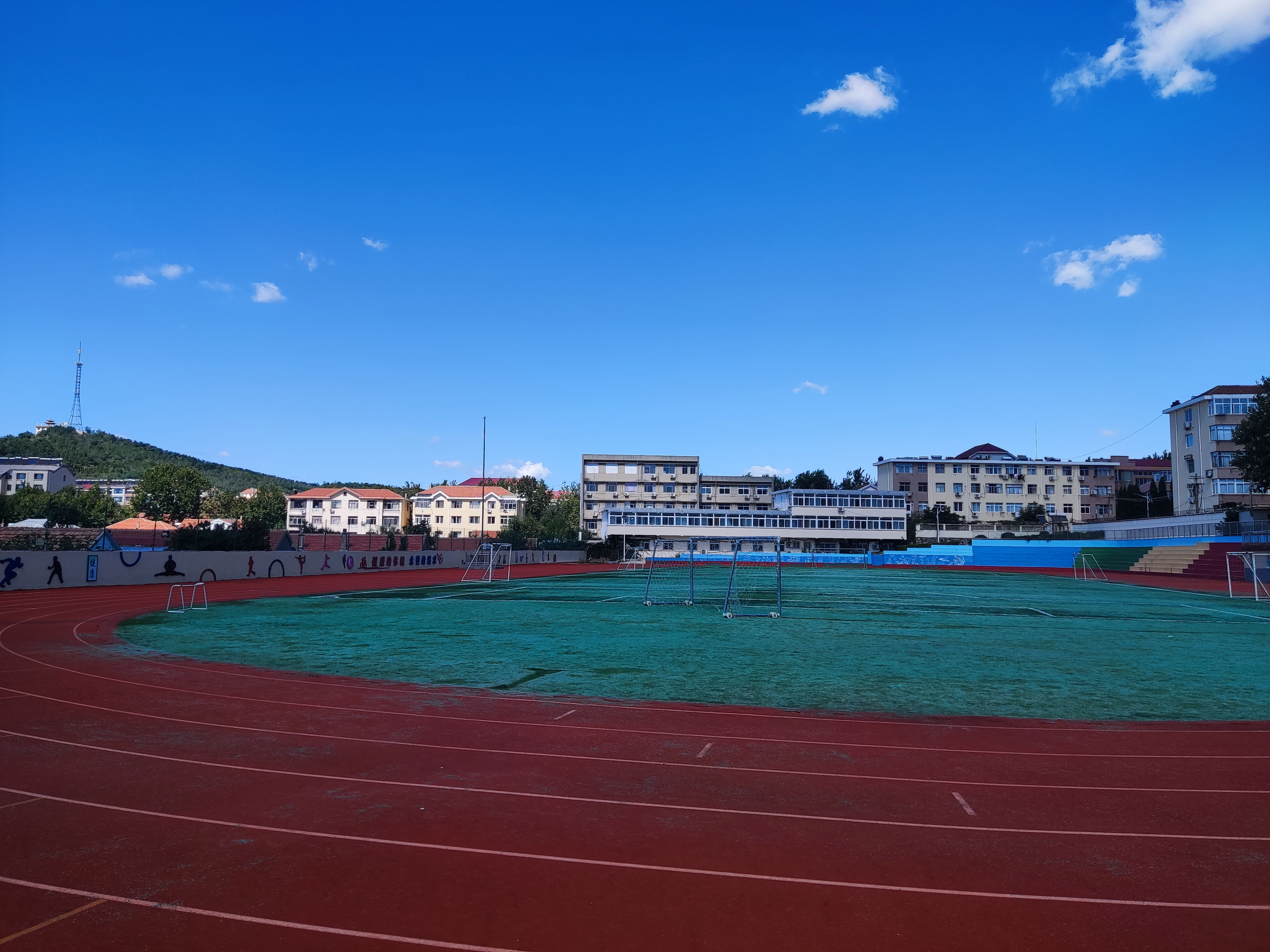
长岛第一实验学校操场

历史上，长岛人口变化很大。宋代大批罪犯流放至此，岛上囚犯最多时逾千人。明洪武年间因倭寇屡屡袭扰，官府将岛民迁出，长岛为之一空。万历年间，官兵进岛屯驻，一部分留岛军户后来转为民籍。清朝初年，受迁界令影响，岛民再次奉旨外迁。随着台湾平定，康熙二十六年（公元1687年），清政府鼓励外迁岛民返回，人口逐渐增加。至1930年，南长山岛有人口10800人。1939年日伪军占领庙岛，大量居民迁出，1946年时统计上有3547人。抗战胜利后岛民回迁，人口增加。1988年有人口14516人:118，2000年时人口22367人。:52
2010年时，南长山岛有人口24414人:52。绝大多数分布在岛屿西侧。
目前岛上设有长岛第一实验学校、长岛第二实验学校两所九年一贯制学校和长岛中学一所高中。:53

## 交通及旅游
南长山岛与大陆间无道路或隧道。岛西侧鹊嘴湾内设有长岛港:86，与蓬莱、大黑山、小黑山、庙岛、砣矶岛及北部岛群等有定期轮渡航班:87。有旅游航线途径长岛港，可达辽宁旅顺。南、北长山岛之间有玉石街大坝及南北长山联岛大桥相连。:84
岛内有望夫礁、仙境源、林海峰山等景区:75。设有长岛海洋生态文明展览馆、老海岛事迹陈列馆、长岛博物馆等、候鸟展览馆、地质博物馆等。:63
1949年之后，长岛作为重要的军事要塞区，长期不允许外国人进入。2008年之后，包括南长山岛在内的长岛南部数个岛屿对外国人开放:67。